# Metarranthis apiciaria
Metarranthis apiciaria là một loài bướm đêm trong họ Geometridae.